# 5 000 mètres masculin aux championnats du monde d'athlétisme 1983
Navigation
Rome 1987
L'épreuve du 5 000 mètres masculin des championnats du monde d'athlétisme 1983 s'est déroulée du 10 au 14 août 1983 dans le Stade olympique d'Helsinki, en Finlande. Elle est remportée par l'Irlandais Eamonn Coghlan.

## Résultats

### Finale
| Rang               | Athlète              | Pays                 | Temps          |
| ------------------ | -------------------- | -------------------- | -------------- |
| Médaille d'or      | Eamonn Coghlan       | Irlande              | 13 min 28 s 53 |
| Médaille d'argent  | Werner Schildhauer   | Allemagne de l'Est   | 13 min 30 s 20 |
| Médaille de bronze | Martti Vainio        | Finlande             | 13 min 30 s 34 |
| 4                  | Dmitriy Dmitriyev    | Union soviétique     | 13 min 30 s 38 |
| 5                  | Doug Padilla         | États-Unis           | 13 min 32 s 08 |
| 6                  | Thomas Wessinghage   | Allemagne de l'Ouest | 13 min 32 s 46 |
| 7                  | Wodajo Bulti         | Éthiopie             | 13 min 34 s 03 |
| 8                  | Dietmar Millonig     | Autriche             | 13 min 36 s 08 |
| 9                  | Paul Kipkoech        | Kenya                | 13 min 37 s 44 |
| 10                 | António Leitão       | Portugal             | 13 min 38 s 55 |
| 11                 | Valeriy Abramov      | Union soviétique     | 13 min 39 s 80 |
| 12                 | Markus Ryffel        | Suisse               | 13 min 39 s 98 |
| 13                 | Salvatore Antibo     | Italie               | 13 min 40 s 76 |
| 14                 | Julian Goater        | Royaume-Uni          | 13 min 48 s 13 |
| 15                 | Anatoliy Krokhmalyuk | Union soviétique     | 14 min 00 s 27 |

## Légende
Records et Performances
- AR : Record continental (area record)
- CR : Record des championnats (championship record)
- MR : Record du meeting (meet record)
- NR : Record national (national record)
- OR : Record olympique (olympic record)
- PR : Record paralympique (paralympic record)
- PB : Record personnel (personal best)
- SB : Meilleure performance personnelle de la saison (season's best)
- WL : Meilleure performance mondiale de l'année (world leader)
- WJR : Record du monde junior (world junior record)
- WR : Record du monde (world record)

Circonstances et Conditions
- DNF : N'a pas terminé (did not finish)
- DNS : N'a pas pris le départ (did not start)
- DQ : Disqualification (disqualification)
- NM : Aucun essai valable enregistré (No Mark)
- Q : Qualifié « directement » au prochain tour (ou à la prochaine compétition), lors d'une compétition majeure, grâce au classement ou à la réalisation des minima (automatic qualifier)
- q : Qualifié au prochain tour (ou à la prochaine compétition), lors d'une compétition majeure, grâce au repêchage ou à la réalisation de l'une des meilleures performances parmi celles des « non qualifiés directement » (grâce au meilleur temps ou à la meilleure distance par exemple) (secondary qualifier)